# Oswaldsgarten

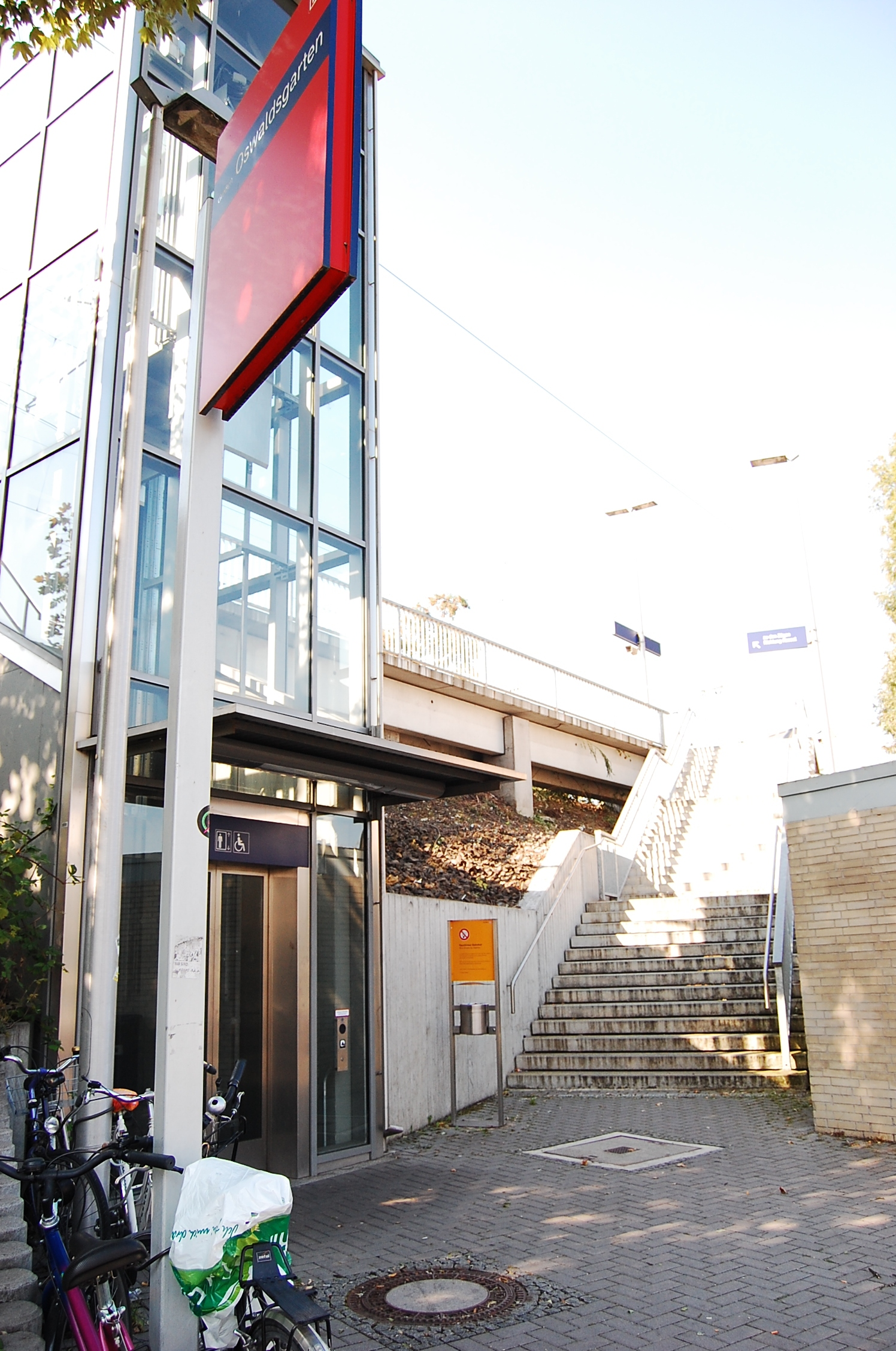
Höhenunterschied am Haltepunkt Oswaldsgarten mit Aufzug zum Bahnsteig (2009)

Der Oswaldsgarten ist ein ehemaliger Garten und Platz in der mittelhessischen Stadt Gießen, der heute mit dem Einkaufszentrum Neustädter (bis 2023 „Galerie Neustädter Tor“) überbaut ist.

## Geschichte
Erstmals erwähnt wurde der Garten 1686. Es war ein so genannter Wallgarten, der durch die Erweiterung der Stadt um eine Festungsanlage entstand, und gehörte der in Gießen ansässigen Familie Oswald. Anfang des 19. Jahrhunderts beteiligte sich Gottlieb Wilhelm Oswald am Abriss der Festungsanlage und konnte so seinen Grundbesitz am Neustädter Tor und der Neustädter Schanze auf etwa 17.000 m² erweitern. 1842 wurde das Gelände an die Stadt verkauft, nachdem kein Erbe mehr in Gießen wohnte. In dieser Zeit lag der Oswaldsgarten am westlichen Stadtrand Gießens.
Anfangs für Lagerzwecke verwendet, wurde der Garten seit 1849 vermehrt als Markt sowie für Veranstaltungen und Feste genutzt. Im Laufe der Zeit wurden auch Teile des Grundstücks bebaut, etwa für den Bau der Trasse der Main-Weser-Bahn, der städtischen Mädchenschule (1849 an Stelle des 1808 gebauten Wohnhauses von Oswald entstanden), der städtischen Knabenschule, eines Feuerwehrhauses sowie für den Straßenbau. In der Zeit des Nationalsozialismus sollte der Platz für Kundgebungen mit 8.000 bis 10.000 Menschen ausgebaut und in Platz der SA umbenannt werden. Diese Pläne wurden infolge des Zweiten Weltkrieges nicht verwirklicht. Seit den 1950er Jahren scheiterten mehrere Initiativen für eine Umgestaltung. Aus diesem Grund war der Oswaldsgarten oft ein Politikum und Gegenstand heftiger Diskussionen in Gießen.

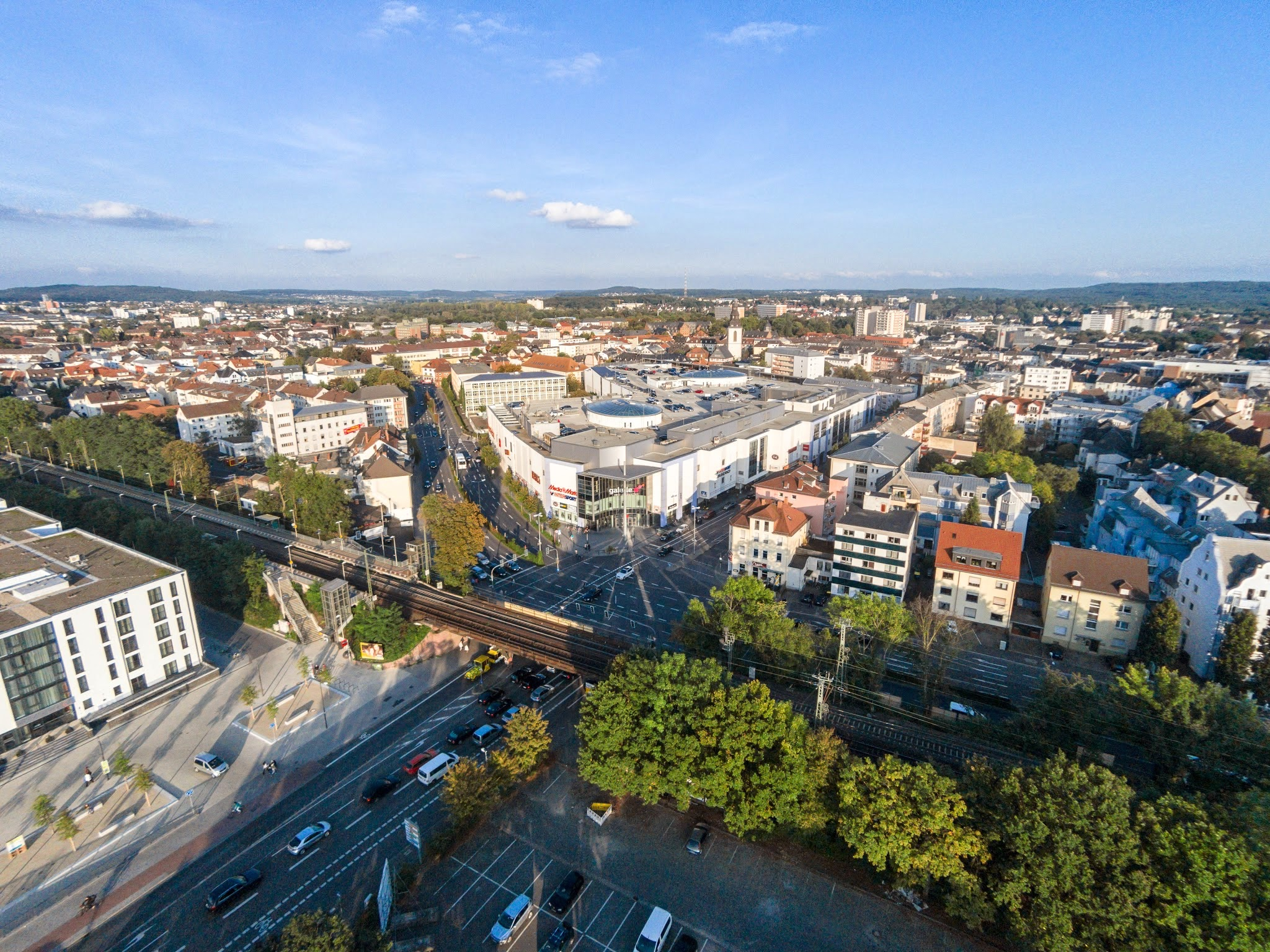
Blick auf Innenstadt, Anlagenring und Haltepunkt (2014)

Im Dezember 2004 wurde nach langen Diskussionen in der Zeit der Rot-Grünen-Koalition der Stadt der innenstadtnahe Bahnhaltepunkt Gießen-Oswaldsgarten an der Main-Weser-Bahn eröffnet, nicht weit von der alten Lahnbrücke, der hier verkehrenden Nahverkehrslinien und des Lahntalradweges. Hier halten die Regionalbahnzüge zwischen Gießen und Marburg sowie stündliche Regionalbahnzüge des Mittelhessen-Express von und nach Frankfurt (Main) Hbf; im Bereich der Galerie Neustädter Tor früher zudem die Biebertalbahn.
Im November 2005 wurde auf dem Platz des Oswaldsgartens die Galerie Neustädter Tor eröffnet, nachdem eine Restfläche Platz lange Zeit als großer Parkplatz in der Gießener Neustadt genutzt wurde.